# Marie-Louise-Armee
Die sogenannte Marie-Louise-Armee (fr.: les Marie-Louise) war der Spitzname für die französischen Wehrpflichtigen der Jahrgänge 1814 und 1815, die auf Initiative der Kaiserin Marie-Louise vom Senat bereits am 9. Oktober 1813 aufgerufen wurden. Dieses sogenannte « décret Marie-Louise » erstreckte sich vor allem auf die jungen Rekruten des letzten Aufgebots, die unausgebildet und unerfahren in der Kriegführung waren und denen man deshalb Veteranen der Grande Armée zur Seite stellte. Der französische Kaiser Napoleon Bonaparte errang mit diesen „Novices“ noch die Siege in der Schlacht bei Champaubert und in der Schlacht bei Montmirail.
Während der Schlacht bei Champaubert gelang es einem „Marie-Louise“ Chasseur à cheval, den russischen General Sachar Dmitrijewitsch Olsufjew gefangen zu nehmen und dem Kaiser zu übergeben.